# Betsy Blair
Betsy Blair, pseudonimo di Elizabeth Winifred Boger (Cliffside Park, 11 dicembre 1923 – Londra, 13 marzo 2009), è stata un'attrice statunitense.

## Biografia
Nata in una famiglia della media borghesia statunitense, si avvicinò ancora adolescente al mondo del varietà, debuttando come ballerina nel 1938. Nel 1941 sposò l'attore e ballerino Gene Kelly dal quale ebbe una figlia, Kerry, e da cui divorziò nel 1957. Nel 1947 interpretò la sua prima pellicola cinematografica, La colpa di Janet Ames. Con il ruolo di Clara Snyder in Marty, vita di un timido (1955) conquistò il BAFTA come migliore attrice internazionale, e ottenne la candidatura al Premio Oscar quale miglior attrice protagonista.

Con Sergio Fantoni in I delfini (1960)

A causa della sua militanza in ambienti politicamente di sinistra (orientamento condiviso con gli amici e colleghi Orson Welles, Richard Conte, Lena Horne e John Garfield) ed essendo malvista dal maccartismo imperante all'epoca, preferì trasferirsi in Europa, prima in Francia, poi in Italia. Tra gli anni cinquanta e gli anni sessanta recitò in Calle Mayor (1956) di Juan Antonio Bardem, ne Il grido (1957) di Michelangelo Antonioni (il quale accusò l'attrice di avergli fatto passare «le due ore più difficili» della sua vita), ne I delfini (1960) di Citto Maselli, e in Senilità (1962) di Mauro Bolognini. Nel 1988 recitò in Betrayed - Tradita di Costa-Gavras. Con il secondo marito, il regista Karel Reisz, sposato nel 1963, si trasferì a Londra, dove morì il 13 marzo 2009.

## Filmografia

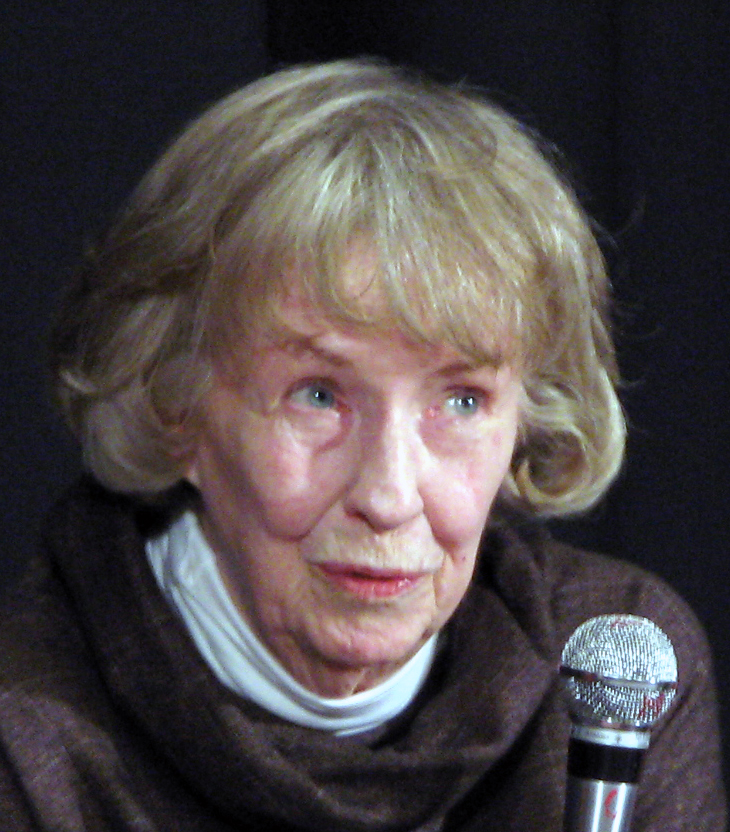
Betsy Blair in un'immagine del 2007

- La colpa di Janet Ames (The Guilt of Janet Ames), regia di Henry Levin (1947)
- Doppia vita (A Double Life), regia di George Cukor (1947)
- Un'altra parte della foresta (Another Part of the Forest), regia di Michael Gordon (1948)
- La fossa dei serpenti (The Snake Pit), regia di Anatole Litvak (1949)
- La strada del mistero (Mystery Street), regia di John Sturges (1950)
- Uomo bianco, tu vivrai! (No Way Out), regia di Joseph L. Mankiewicz (1950)
- Kind Lady, regia di John Sturges (1951)
- Marty, vita di un timido (Marty), regia di Delbert Mann (1955)
- Rencontre à Paris, regia di Georges Lampin (1956)
- Calle Mayor, regia di Juan Antonio Bardem (1956)
- Il marchio dell'odio (The Halliday Brand), regia di Joseph H. Lewis (1957)
- Il grido, regia di Michelangelo Antonioni (1957)
- Lies My Father Told Me, regia di Don Chaffey (1960)
- I delfini, regia di Francesco Maselli (1960)
- All Night Long, regia di Basil Dearden (1962)
- Senilità, regia di Mauro Bolognini (1962)
- Mazel Tov ou le mariage, regia di Claude Berri (1969)
- Un equilibrio delicato (A Delicate Balance), regia di Tony Richardson (1973)
- Gejaagd door de winst (of het A.B.C. van de moderne samenleving), regia di Robbe De Hert e Guido Hendericks (1978)
- Il volo migratorio dell'oca (Flight of the Spruce Goose), regia di Lech Majewski (1986)
- Discesa all'inferno (Descente aux enfers), regia di Francis Girod (1986)
- Betrayed - Tradita (Betrayed), regia di Costa-Gavras (1988)

## Doppiatrici italiane
Nelle versioni in italiano delle opere in cui ha recitato, Betsy Blair è stata doppiata da:
- Wanda Tettoni in Un'altra parte della foresta
- Renata Marini in Marty vita di un timido
- Rina Morelli in Il marchio dell'odio
- Valeria Valeri in I delfini
- Lilla Brignone in Senilità
- Paola Giannetti in Betrayed - Tradita

## Riconoscimenti
Premi Oscar 1956 – Candidatura all'Oscar alla miglior attrice non protagonista per Marty, vita di un timido